# おかやまはじめ
おかやま はじめ（1964年〈昭和39年〉4月22日 - ）は、日本の俳優。宮城県栗原市出身。宮城県築館高等学校、大東文化大学経済学部経営学科1987年度卒業。
大学在学中に同大学の劇団「劇団虚構」に照明係として入り、そのうち役者としても活動した。のち、在学中に劇団ラッパ座に入団した。そのまま30歳を迎え、「今さら就職も難しい。そこでプロの俳優としてやっていこうと腹を括ったのです。」と語っている。
藤賀事務所→2023年よりファザーズコーポレーション所属。劇団ラッパ屋の団員。趣味でフットサルチームに所属している。
大学の語学ではインドネシア語を専攻していたが、インドネシア語専攻は計4人しかいなかった。

## 出演

### テレビドラマ

#### NHK総合
- 大河ドラマ
  - 元禄繚乱（1999年） - 梶川頼照 役
  - 功名が辻（2006年） - 与次郎太夫 役
  - 花燃ゆ（2015年） - 黒川嘉兵衛 役
  - おんな城主 直虎（2017年） - 五平 役
  - 西郷どん（2018年） - 井之上
  - 青天を衝け（2021年） - 稲垣練造 役
  - べらぼう（2025年） - 工藤平助 役
- 茂七の事件簿 新ふしぎ草紙（2002年） - 猪助 役
- ラストプレゼント（2003年） - 堀内
- 連続テレビ小説
  - ファイト（2005年） - 駒田大和 役
  - 瞳（2008年） - 森本大介 役
  - てっぱん（2010年） - 島田先生 役
  - とと姉ちゃん（2016年） - 宇野
  - エール（2020年） - 佐久間校長 役
  - おかえりモネ（2021年） - 漁師
  - あんぱん（2025年）- 女子師範学校校長 役
- ふたつのスピカ（2009年） - 秋葉吾朗 役
- ラストマネー -愛の値段-（2011年）
- 七つの会議（2013年）
- 吉原裏同心（2014年） - 幸助 役
- まんまこと〜麻之助裁定帳〜（2015年） - 木戸番の男
- 忠臣蔵の恋〜四十八人目の忠臣〜（2016年） - 梶川与惣兵衛 役
- 子連れ信兵衛 第2シリーズ（2016年） - 喜助 役
- 赤ひげ（2017年） - 松吉 役
- 幕末グルメ ブシメシ!（2018年） - 同心・左平次 役
- 満願（2018年） - 大貫署長 役
- フェイクニュース あるいはどこか遠くの戦争の話（2018年） - 沖田忠信 役
- 主婦カツ!（2018年） - 矢島秀隆 役
- 大富豪同心 （2019年） - 杉原丹波 役
- 盤上の向日葵（2019年） - 穂高篤郎 役
- ミス・ジコチョー〜天才・天ノ教授の調査ファイル〜（2019年） - 倉川弘 役
- 正直不動産（2022年）- 柿沢正志 役[7]
- 善人長屋（2022年） ‐ 同心・榊 役

#### 日本テレビ
- DRAMA COMPLEX
  - 「松本清張スペシャル・指」（2006年）
- 銭華（2006年） - 浅田裕久
- 有閑倶楽部（2007年） - 相馬刑事
- ギネ 産婦人科の女たち（2009年） - 元木医師
- 傍聴マニア09〜裁判長!ここは懲役4年でどうすか〜（2009年） - 大西裁判員
- 初恋クロニクル（2010年） - 里浦美咲の父
- 名探偵コナン 工藤新一への挑戦状（2011年） - 内山信也
- トッカン 特別国税徴収官（2012年） - 池戸則夫
- 東京全力少女（2012年） - 小島
- 35歳の高校生（2013年） - 音無巡査
- Woman（2013年） - 中野医師
- ダンダリン 労働基準監督官（2013年） - 佐藤
- 平成舞祭組男（2014年） - 狭井広
- ドS刑事（2015年） - 水上透
- 花咲舞が黙ってない 第2シリーズ（2015年） - 安積尚人
- ドクターカー (テレビドラマ)（2016年） - 板倉智之
- 先に生まれただけの僕（2017年） - 玉川第三中学校職員・小手川
- Missデビル 人事の悪魔・椿眞子（2018年） - 尾上健治
- ドロ刑（2018年） - 塩田署長
- 約束のステージ 〜時を駆けるふたりの歌〜（2019年） - 菅原
- ボイス（2019年） - 石田大輔
- 知らなくていいコト（2020年） - 江川直之
- 悪女（わる）働くのがカッコ悪いなんて誰が言った?（2022年） - 清水淳 役
- 離婚弁護士 スパイダー Season2 〜偽りと裏切り編〜 第1話 - 第3話（2025年2月8日 - 22日〈予定〉） - 宮田宗助 役[8]
- 恋は闇（2025年） - 臼井啓二 役

#### TBS
- 海まで5分（1998年）
- ケイゾク（1999年） - 柳田神官
- 教習所物語（2000年） - 大久保通利
- やんパパ（2002年）
- 真夜中の雨（2002年）
- Stand Up!!（2003年）
- 世界の中心で、愛をさけぶ（2004年） - 上田智世の父
- セーラー服と機関銃（2006年） - 岩倉智男
- 花より男子2（2007年） - 松岡優紀の父
- ラブレター（2008年） - 塚越清二
- だいすき!!（2008年）
- 特上カバチ!（2010年） - 狸穴渉
- 白戸修の事件簿（2012年） - 乾晴彦
- 月曜ゴールデン
  - 「伝説の監察医 オニグマの事件簿1」（2012年） - 水川武雄
  - 「警視庁機動捜査隊2163」（2012年） - 田丸光男
  - 「捜査指揮官 水城さや1」（2013年） - 高田刑事
  - 「湯けむりバスツアー 桜庭さやかの事件簿5」（2014年） - 川島
- ATARU（2012年） - 川久保庄司
- アリスの棘（2014年） - 山根勝
- Dr.DMAT（2014年） - 中井秀俊
- 月曜名作劇場
  - 「税務調査官・窓際太郎の事件簿30」（2016年）
  - 「女取調官4」（2016年） - 瀬川栄介
  - 「ヤメ判 新堂謙介 殺しの事件簿5」（2017年） - 皆川裕司
  - 「信濃のコロンボ4」（2017年） - 秋山徳二
  - 「鑑識捜査官 亀田乃武夫の臨場ファイル1」（2017年） - 清水善三
- 99.9-刑事専門弁護士- SEASON II（2018年） - 西川五郎
- インハンド（2019年） - 橘将之
- 恋はつづくよどこまでも（2020年） - 佐倉誠一
- イグナイト -法の無法者- 第10話（2025年6月20日） - 浜岡所長[9]

#### フジテレビ
- 古畑任三郎（1999年） - コントロールセンターの職員・小島 役
- ショムニ（2000年）
- モナリザの微笑（2000年） - 茂木治虫 役
- 金曜エンタテイメント
  - 「芸能リポーター服部ヨネ子の突撃取材!」（2001年） - 山村洋平 役
- できちゃった結婚（2001年）
- HERO（2001年） - 大塚巡査
- ムコ殿（2001年） - 武山太一
- 怪談百物語（2002年） - 伴五郎
- 人にやさしく（2002年） - 桑原先生
- 恋愛偏差値 第一章「燃えつきるまで」（2002年） - 君島英明
- ムコ殿2003（2003年） - 山本修
- 人間の証明（2004年） - 草場健次
- ほんとにあった怖い話（2004年） - 前山剛史
- ほんとにあった怖い話（2004年） - 春山浩史
- 徳川綱吉 イヌと呼ばれた男（2004年）
- 危険なアネキ（2005年）
- 救命病棟24時（2005年） - 矢島太郎
- 2夜連続 松本清張スペシャル 球形の荒野（2010年） - 宗方刑事課長
- スクール!!（2011年） - 谷本健一
- 金曜プレステージ
  - 「外科医 鳩村周五郎8」（2011年） - 手塚正一
  - 「医療捜査官 財前一二三4」（2013年） - 須賀泰之
  - 「淋しい狩人」（2013年） - 野呂巡査
- チーム・バチスタ3 アリアドネの弾丸（2011年） - 野島謙蔵
- リーガル・ハイ（2012年） - 梶原努
- PRICELESS〜あるわけねぇだろ、んなもん!〜（2012年） - 沢渡正雄
- ガリレオ（2013年） - 藤村伸一
- 水木しげるのゲゲゲの怪談「砂かけばばあ」（2013年）
- モメる門には福きたる（2013年） - 黒田健介
- ほっとけない魔女たち（2014年） - 小島洋二
- 銭の戦争（2015年） - 金原専務
- プラチナエイジ（2015年） - 緑川
- グッドモーニング・コール （2016年） - 菜緒の父 役
- &美少女 NEXT GIRL meets Tokyo（2017年） - 谷野宗雄 役
- シグナル 長期未解決事件捜査班（2018年） - 伊藤裕二 役
- さくらの親子丼 第2シリーズ（2019年） - 伊丹警察官 役
- 知ってるワイフ（2021年） - 宮本和弘 役
- ラジエーションハウス 第2シリーズ（2021年） - 熊田大志先生 役
- 元彼の遺言状（2022年） - 尾形雄一 役
- 競争の番人（2022年） - 上沼慎太郎 役
- 最高のオバハン 第2シーズン（2022年） - 太田黒久志 役
- 転職の魔王様（2023年） - 未谷修一 役
- マウンテンドクター（2024年、関西テレビ） - 倉持健作 役[10]
- 新宿野戦病院（2024年） - 白木誠 役
- 嘘解きレトリック 第9話（2024年） - 神代 弁護士 役[11]
- MADDER その事件、ワタシが犯人です（2025年） - 箕輪清 役[12]

#### テレビ朝日
- 千年王国III銃士ヴァニーナイツ（1999年） - 大家三吉 役
- 六本木キャバクラ天使（1999年）
- 笑ゥせぇるすまん（1999年） - 編集者
- 未来戦隊タイムレンジャー（2000年） - 山田吾郎 役
- おみやさん 第2シリーズ（2003年） - 竹村悟 役
- てるてるあした（2006年） - 江藤医師 役
- 富豪刑事（2006年） - 臼井久夫 役
- 白虎隊（2007年） - 若生文十郎 役
- 土曜ワイド劇場
  - 「法医学教室の事件ファイル24」（2007年） - 村沢義巳 役
  - 「はみだし弁護士・巽志郎12」（2012年） - 鈴木健一 役
- 小児救命（2008年） - 沖山誠二 役
- 未来講師めぐる（2008年） - 警官
- ロト6で3億2千万円当てた男（2008年）
- トリック（2010年） - 岡村吾一 役
- 遺留捜査（2011年） - 山岸達夫 役
- 都市伝説の女（2012年） - 的場富男 役
- 時は立ちどまらない（2014年）
- 死神くん（2014年） - 福子の父 役
- クロハ〜機捜の女性捜査官〜（2015年） - 双葉悟 役
- 遺産争族（2015年） - 新開高行 役
- 夏目家どろぼう綺談（2016年） - 質屋の主人
- 相棒
  - Season17（2019年） - 桐島伸也 役
  - Season19 第11話（2021年） - 岡元文彦編集長 役
- 特捜9 Season2（2019年） - 沢田真介 役
- サイン -法医学者 柚木貴志の事件-（2019年） - 安本健一 役
- 仮面ライダーゼロワン（2019年） - 多澤青次 役
- 未解決の女 警視庁文書捜査官 Season2（2020年） - 藤原伸一 役
- ハヤブサ消防団 第6・8・最終話（2023年8月24日・9月7日・9月14日）- 永野誠一 役
- アイのない恋人たち（2024年）
- JKと六法全書 第4話（2024年5月10日） - 小西宏一 役[13]

#### テレビ東京
- 水曜ミステリー9
  - 「新米事件記者・三咲2」（2006年） - 佐鳴行夫 役
  - 「監察医・篠宮葉月 死体は語る10」（2011年） - 田所刑事 役
  - 「松本清張没後20年特別企画 事故〜黒い画集〜」（2012年） - 中込久三 役
  - 「旅行作家・茶屋次郎11」（2013年） - 宮下靖 役
  - 「鉄道警察官・清村公三郎11」（2014年） - 坂上幸一 役
  - 「保身」（2015年） - 田畑忠幸 役
  - 「警視庁強行犯 樋口顕2」（2015年） - 山本尚史 役
- 幻十郎必殺剣（2008年） - 末三 役
- モリのアサガオ（2010年）
- 最上の命医（2011年） - 菅野尋道 役 [14] [15]
- マルホの女〜保険犯罪調査員〜（2014年） - 速水颯太 役
- 警視庁ゼロ係〜生活安全課なんでも相談室〜（2016年） - 市川安弘 役
- 人形佐七捕物帳（2016年） - 柳屋喜左衛門 役
- デッドストック〜未知への挑戦〜（2017年） - 安西史郎 役
- 執事 西園寺の名推理（2018年） - 乙坂賢太郎 役
- 天 天和通りの快男児（2018年） - 中西 役
- よつば銀行 原島浩美がモノ申す!〜この女に賭けろ〜（2019年） - 中島順三 役
- 記憶捜査〜新宿東署事件ファイル〜（2019年） - 高橋洋二 役
- 特命刑事 カクホの女2 第2話（2019年） - 植木正弘 役
- ゲキカラドウ 第9話（2021年） - 丹野 役
- 私の夫は冷凍庫に眠っている（2021年） - 阿久津誠 役
- 月曜プレミア8
  - 「さすらい署長 風間昭平 15」（2022年1月24日） - 田島泰副署長 役
  - 「内田康夫サスペンス 浅見光彦 軽井沢殺人事件」（2022年）- 鶴野利彦（軽井沢中央署 署長） 役
- しろめし修行僧 第2話（2022年4月16日） - 山村重雄 役
- 晩酌の流儀（2022年）- 海野二郎 役[16]
  - 晩酌の流儀 年末スペシャル 〜一年の最後に、最高の一杯を〜（2022年）[17]
  - 晩酌の流儀2（2023年）[18]
  - 晩酌の流儀3（2024年）[19]
  - 晩酌の流儀4 〜夏編〜（2025年）[20]
- 孤独のグルメ Season10 第7話（2022年11月19日） - 店主 役
- 弁護士ソドム 第3話（2023年5月12日） - 宇野剛士 役
- D&D〜医者と刑事の捜査線〜（2024年） - 山崎幸雄 役[21]

#### WOWOW
- CO 移植コーディネーター（2011年）
- 悪貨 (小説)（2014年） - 金森友次 役
- 翳りゆく夏（2015年）
- 楽園（2017年）
- 石つぶて 警視庁 二課刑事の残したもの（2017年） - 尾形保 役
- 宮沢賢治の食卓（2017年） - 櫻小路紀一郎 役
- ダブル・ファンタジー（2018年） - 矢野健治 役
- 演じ屋（2021年） - 熊田健一 役
- 前科者 -新米保護司・阿川佳代-（2021年） - 矢島信男 役
- ソロモンの偽証（2021年） - 岡野教頭 役
- 眼の壁（2022年） - 山岡常務 役
- HOTEL -NEXT DOOR- 第5話（2022年10月8日） - 丹原専務 役[22]
- ウツボラ（2023年） - 望月剛 役[23]
- 完全無罪（2024年） - 松岡茂 役[24]

#### その他
- 鉄道むすめ〜Girls be ambitious〜（2008年、東名阪ネット6） - 榊運転士
- 銀座黒猫物語 第3話 はち巻岡田編（2020年7月31日、関西テレビ） - はち巻岡田店主

### 映画
- 新・居酒屋ゆうれい（1996年）
- モスラ2 海底の大決戦（1997年） - 長瀬淳一[4]
- ガメラ3 邪神覚醒（1999年） - タクシーの運転手
- のど自慢（1999年）
- ナマタマゴ（2001年）
- 雨あがる（2001年）
- 呪怨（2003年）
- g@me.（2003年）
- THE JUON/呪怨（2004年） - 鈴木英雄
- ALWAYS 三丁目の夕日（2005年）- 六子の集団就職（上京）を引率する青森県（縣）職安職員 役
- 書道ガールズ!! わたしたちの甲子園（2010年）
- プリンセス・トヨトミ（2011年）
- シグナル〜月曜日のルカ〜（2012年） - 宮瀬雄二（宮瀬恵介・宮瀬春人の父親）
- すーちゃん まいちゃん さわ子さん（2013年）
- 遺体 明日への十日間（2013年）
- 地の塩 山室軍平（2017年） - 山室佐八
- 母さんがどんなに僕を嫌いでも（2018年） - ばあちゃんの弟
- サイレント・トーキョー（2020年）- 須永尚江の再婚相手
- ブルーヘブンを君に（2021年) - 鷺坂たけし（鷺坂冬子の長男）
- 湯道（2023年） - ホテルの支配人 役[25]
- ゆとりですがなにか インターナショナル（2023年）- 女性を無理やりタクシーに乗せようとするオヤジ 役
- 鈍色ショコラヴィレ ビエンナーレ（2024年） - 田所秀 役[26][27]

### 舞台
- 凄い金魚
- ヒゲとボイン
- 斉藤幸子
- THE荒木さん家SHOW
- 春まるだし
- バカの王様
- サニー·コースト·セレナーデ
- これはあけぼの
- サクラパパオー（2002年）
- 烏賊ホテル
- かたよりの水圧
- フロッグとトード
- 第17捕虜収容所（2008年）
- 世界の秘密と田中（2010年）
- まさかのCHANGE?!（2010年）
- おじクロ（2012年）
- アナザー・カントリー（2022年） - ヴォーン・カニンガム	役
- はなしづか（2025年）[28]
- キレイをつなぐ物語（2025年公演予定）[29]

### テレビアニメ
- こちら葛飾区亀有公園前派出所
  - 第36話「部長よ! あれがパリの灯だ」（1997年4月13日） - 添乗員
  - 第45話「ワニ公! 涙の芸人魂」（1997年6月15日） - パチンコ店・店長
  - 第46話「嵐を呼ぶ野球大会!」（1997年6月22日） - 尾崎網彦〈代役〉
  - 第162話「カルシウムで耐えろ」（2000年1月2日） - 勝津田闘論

### 吹き替え
- 新・刑事コロンボ 殺意の斬れ味（2001年） - ウィル巡査
- ホテル・バビロン（2008年） - ダニエルズ
- アストリッドとラファエル 文書係の事件録（2020年） - ジュリアン・フレデリック

### バラエティ
- タモリ倶楽部 - 不定期
- ゲーム王（朝日放送） - ゲーム王（声）